# Tulataqueo (Ort)
Tulataqueo ist eine osttimoresische Siedlung im Suco Tulataqueo (Verwaltungsamt Remexio, Gemeinde Aileu).

## Geographie und Einrichtungen
Das Dorf Tulataqueo liegt im Südwesten der Aldeia Roluli in einer Meereshöhe von 1045 m. Sein Westteil reicht bis auf das Gebiet der Aldeia Samalete. Der Ort liegt an der Überlandstraße, die die Orte Laclo und Remexio verbindet. Östlich befindet sich der Weiler Reamer und in Samalete im Nordwesten das Dorf Buburmaro und an einer Nebenstraße nördlich der Weiler Reamon.
Im Dorf Tulataqueo steht der Sitz des Sucos und ein Hospital.